# Iván Benítez
Iván Alejandro Benítez (Las Palmas de Gran Canaria, 31 mei 1988) is een Spaans voetballer. Hij speelt als verdediger bij het Cypriotische Doxa Katokopia. 
Benítez begon met voetballen bij CD Faycan in zijn geboorteplaats. In 2000 kwam hij bij UD Las Palmas, waar de verdediger begon in de jeugdelftallen. Uiteindelijk haalde Benítez het tweede elftal van de club, Las Palmas Atlético, en bovendien speelde hij twee officiële wedstrijden voor het eerste elftal: in de Segunda División A tegen Racing Ferrol en in de Copa del Rey tegen Villarreal CF. In 2009 werd Benítez gecontracteerd door FC Barcelona voor het tweede elftal, Barça Atlètic. Met dit team promoveerde hij in 2010 naar de Segunda División A, hoewel zijn aandeel beperkt was. Benítez vertrok in 2010 na één seizoen bij FC Barcelona en ging aan de slag bij Doxa Katokopia.

## Statistieken
| seizoen    | club                | land   | competitie         | wed. | goals |
| ---------- | ------------------- | ------ | ------------------ | ---- | ----- |
| 2007/08    | Las Palmas Atlético | Spanje | Segunda División B | ?    | ?     |
| 2007/08    | UD Las Palmas       | Spanje | Primera División   | 1    | 0     |
| 2008/09    | Las Palmas Atlético | Spanje | Segunda División B | ?    | ?     |
| 2009/10    | Barça Atlètic       | Spanje | Segunda División B | 12   | 0     |
| 2010/11    | Doxa Katokopia      | Cyprus | A Divizion         | 10   | 0     |
| Bijgewerkt | 10-05-2011          |        |                    |      |       |